# Iban Mayo

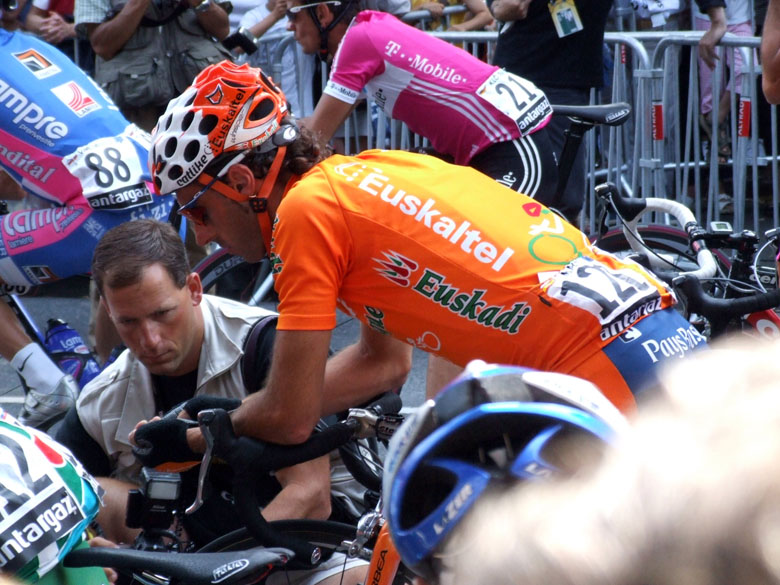
Iban Mayo

Iban Mayo Diez (Igorre, 19 augustus 1977) is een Spaans voormalig beroepswielrenner.

## Biografie

### Wielerloopbaan
Mayo werd in 2000 beroepswielrenner bij de Baskische Euskaltel-ploeg. In 2001 brak hij door met winst in de Midi Libre en een jaar later bevestigde hij met een vijfde plaats in de Ronde van Spanje zijn kwaliteit. Zijn grootste zege behaalde hij tijdens de Tour de France van 2003, waar hij in de achtste etappe naar Alpe d'Huez als eerste bovenkwam. Hij werd dat jaar zesde in het eindklassement.
In 2004 was hij een van de grote favorieten van de Tour de France, onder meer door zijn indrukwekkende prestaties in de Dauphiné Libéré van dat jaar (hij realiseerde de snelste beklimming van de Mont Ventoux ooit). Hij kwam echter ten val in de derde etappe en verliet zelfs de wedstrijd in de vijftiende etappe. Later dat jaar werd bij hem klierkoorts geconstateerd. Sindsdien vielen de prestaties tegen, ook al leek hij in de lente van 2006 weer wat op te bloeien. Net voor de Tour won hij zelfs de koninginnenrit in de Dauphiné Libéré.
Voorafgaand aan de Ronde van Frankrijk 2006 werd Mayo, nadat de van dopinggebruik verdachte topfavorieten Jan Ullrich en Ivan Basso deze Tour moesten laten schieten, zelfs terug bestempeld als een van de mogelijke opvolgers van de gestopte Lance Armstrong. Mayo bleek echter een schim van de renner die hij in 2003 was. Hij strompelde de eerste bergen op en verliet in de 11e etappe de Tour, die voor hem weer op een fiasco was uitgedraaid.
Net na de Tour leek hij in een depressie te sukkelen. Maar hij herpakte zich, en won enkele weken later de Ronde van Burgos en de Subida a Urkiola, een eendagswedstrijd daags na de Clásica San Sebastián.
Ook in de Vuelta presteerde hij niet naar behoren, hij toonde zich maar een 2 keer door aan te vallen in een bergrit, zonder resultaat, en in een ontsnapping, die gegrepen werd. In het klassement eindigde hij ver buiten de top-20.
Hoogtes en laagtes wisselen zich blijkbaar af bij de Bask. Zijn team Euskaltel had hier blijkbaar ook genoeg van en drong aan op een loonsverlaging. Mayo bereikte geen akkoord en toen Saunier Duval hem een aantrekkelijker voorstel deed, ging hij daar op in. Voor zijn nieuwe team behaalde hij al een mooie overwinning, een rit in de Giro d'Italia, waaraan hij voor het eerst meedeed. In deze Giro bleek Mayo een abnormaal testosterongehalte te hebben, maar door middel van onderzoek kon men aantonen dat het om lichaamseigen testosteron ging.
Ook kon hij eindelijk weer eens goed presteren in de Ronde van Frankrijk. Mayo reed vooral goed in de Alpen en stond een tijdje op de 3e plaats in het klassement. In de Pyreneeën zakte Mayo echter weg, hoewel hij in de 16e etappe nog wel mee was in de aanval. Uiteindelijk eindigde Mayo als 16e in het eindklassement.

### Doping
Op 30 juli 2007 werd door de UCI bekendgemaakt dat Mayo betrapt was op het gebruik van epo. De Spanjaard testte positief op de tweede rustdag van de Ronde van Frankrijk, tussen de tweede en derde Pyreneeënrit. Saunier Duval heeft Mayo direct geschorst. Op 23 oktober 2007 werd door de Spaanse wielerbond medegedeeld dat de contra-expertise negatief uitgevallen bleek te zijn. Iban Mayo behoefde hierdoor niet te vrezen voor een schorsing wegens dopinggebruik. Toch werd de contra-expertise opnieuw onderzocht, omdat de UCI het bewijs niet voldoende achtte. Uiteindelijk kon epo-gebruik onomstotelijk bewezen worden en werd Mayo voor twee jaar geschorst.
Op 13 september 2009 maakte hij in een interview bekend geen comeback te zullen maken in het wielrennen.

## Belangrijkste overwinningen
2001
- Eindklassement Midi Libre
- 6e etappe Dauphiné Libéré
- Alpenklassieker

2003
- Etappe 1, 5a, 5b en eindklassement Ronde van het Baskenland
- Proloog en 4e etappe Dauphiné Libéré
- Punten- en bergklassement Dauphiné Libéré
- 8e etappe Ronde van Frankrijk

2004
- Subida al Naranco
- 1e en 2e etappe Clásica Alcobendas
- Proloog, 4e etappe en eindklassement Dauphiné Libéré
- Eindklassement Ronde van Asturië

2006
- 6e etappe Dauphiné Libéré
- 4e etappe en eindklassement Ronde van Burgos
- Subida a Urkiola

2007
- 19e etappe Ronde van Italië

## Resultaten in voornaamste wedstrijden
| Jaar | Ronde van Italië | Ronde van Frankrijk | Ronde van Spanje |
| ---- | ---------------- | ------------------- | ---------------- |
| 2001 |                  |                     | 11e              |
| 2002 |                  | 88e                 | 5e               |
| 2003 |                  | 6e (1)              |                  |
| 2004 |                  | opgave              |                  |
| 2005 |                  | 60e                 | opgave           |
| 2006 |                  | opgave              | 35e              |
| 2007 | 38e (1)          | 16e                 |                  |

| Jaar | Milaan-San Remo | Luik-Bast.‑Luik |
| ---- | --------------- | --------------- |
| 2001 | 85e             |                 |
| 2002 |                 |                 |
| 2003 |                 | ↑               |
| 2004 |                 |                 |
| 2005 |                 |                 |
| 2006 |                 | 23e             |
| 2007 |                 |                 |

## Ploegen
- 2000 - Euskaltel-Euskadi
- 2001 - Euskaltel-Euskadi
- 2002 - Euskaltel-Euskadi
- 2003 - Euskaltel-Euskadi
- 2004 - Euskaltel-Euskadi
- 2005 - Euskaltel-Euskadi
- 2006 - Euskaltel-Euskadi
- 2007 - Saunier Duval-Prodir
- 2008 - Rock Racing